# Habronychus kantnerorum
Habronychus kantnerorum es una especie de coleóptero de la familia Cantharidae.

## Distribución geográfica
Habita en Laos.